# Firefly (logiciel)
Firefly, anciennement connu sous le nom PC GAMESS, est un programme de chimie numérique ab initio fonctionnant sur les processeurs compatibles Intel x86 et x86-64 ; basé sur les sources de GAMESS (US) (en). Cependant, il a été progressivement re-programmé en particulier pour les parties liées au matériel (allocation mémoire, entrées-sorties, réseau, etc.), les fonctions mathématiques (opération sur les matrices) et les méthodes de la chimie quantique (la méthode de Hartree-Fock, la théorie de la perturbation de Møller-Plesset et la théorie de la fonctionnelle de la densité).